# Gervinho
Gervais Yao Kouassi (* 27. Mai 1987 in Anyama), genannt Gervinho, ist ein ivorischer Fußballspieler. Der Stürmer spielte zuletzt beim griechischen Erstligisten Aris Thessaloniki und der ivorischen Nationalmannschaft.

## Karriere

### Im Verein
Gervinho wurde in der von Jean-Marc Guillou geleiteten Jugendakademie ASEC Abidjan ausgebildet und wechselte 2004 nach Europa zum belgischen Klub KSK Beveren. Nach einem weiteren Jahr in der Jugend debütierte er 2005 in der 1. Division und kam in den folgenden beiden Jahren zu 61 Ligaeinsätzen.
Im Juli 2007 wurde Gervinho gemeinsam mit seinen beiden Landsleuten und Mannschaftskollegen Zito und Sekou Ouattara für insgesamt 650.000 Euro von UC Le Mans verpflichtet. Während Ouattara und Zito noch für ein weiteres Jahr in Belgien bei Beveren als Leihgabe spielten, wechselte Gervinho sofort zum französischen Erstligaclub und stand in der Hinrunde 2007/08 meist in der Anfangsformation. Zur Saison 2009/10 wechselte er zu OSC Lille und unterschrieb einen Vertrag für drei Jahre bis zum Ende der Saison 2011/12. In seinem ersten Jahr bei den Nordfranzosen wurde er als saisonbester Feldspieler der Ligue 1 ausgezeichnet.
Im Juli 2011 verpflichtete der FC Arsenal Gervinho. Zur Saison 2013/14 ging er in die italienische Serie A zur AS Rom. Am 27. Januar 2016 wechselte er für eine Ablösesumme von 18 Millionen Euro in die Chinese Super League zu Hebei China Fortune.
Zur Saison 2018/19 wechselte Gervinho zum Serie-A-Aufsteiger Parma Calcio. Er absolvierte hier drei Spielzeiten. Nachdem er mit Parma Calcio in die Serie B abgestiegen war und für diese Liga kein gültiges Arbeitspapier besaß, konnte der Ivorer ablösefrei zum türkischen Schwarzmeer-Klub Trabzonspor wechseln. Im Sommer 2022 schloss sich Gervinho Aris Thessaloniki an.

### Nationalspieler
Gervinho war Kapitän der ivorischen Olympiamannschaft. Er führte das Team zur erfolgreichen Qualifikation für das olympische Fußballturnier 2008 in China, an dem das Land erstmals teilnahm. Im November 2007 wurde er erstmals in die A-Nationalmannschaft berufen und kam in zwei Vorbereitungsspielen für die Afrikameisterschaft 2008 zum Einsatz, bei der Gervinho im Aufgebot stand. Im Finale des Afrika Cups 2012 verschoss er den entscheidenden Elfmeter, wodurch die sambische Auswahl den Titel gewann.

## Erfolge
- Afrikameister: 2015
- Französischer Meister: 2010/11
- Französischer Pokalsieger: 2010/11
- Türkischer Meister: 2021/22
- Étoile d’Or als saisonbester Feldspieler der Ligue 1 2009/10
- Super Prix Sport-Ivoire: Auszeichnung als bester ivorischer Sportler 2010
- Football-Prix Sport-Ivoire: zwei Auszeichnungen in Folge als bester ivorischer Profifußballer in den Saisons 2009/10 und 2010/11
- Prix RFI: zwei Auszeichnungen in Folge als bester afrikanischer Spieler der Ligue 1 in den Saisons 2009/10 und 2010/11
- Torschützenkönig der Coppa Italia: 2013/14 (mit 6 anderen Spielern)